# Ворон-Лозовка
Воро́н-Лозо́вка (Воро́нежская Лозо́вка, ранее Воро́нежская Лазо́вка) — село в Хлевенском районе Липецкой области, административный центр Ворон-Лозовского сельсовета.
Находится в 11 километрах от райцентра Хлевное по дороге на Усмань, размер: около 150 дворов.

## История
Деревня была основана приблизительно в середине XVII века и первоначально располагалась по берегу пересохшей ныне реки Лозовки (на старых картах — «река Лазовка», правый приток реки Воронеж, впадавший в неё у села Курино, с противоположной стороны от левого притока — реки Боровицы). «Река Лазовка» предположительно получила своё название от зарослей «лозы, лозины» (некоторые из названий дерева ивы).
Позднее жители стали выбираться из низины («лога») на возвышенность, образованную между старым руслом реки Лазовка, часть которого под селом теперь занимает озеро и логом Сурки, и образовались хутора: Култук, Ильин конец, собственно село и Блажная сотня, а также Старая Лозовка (образовалась на другом берегу озера) и Куринский бок, расположившийся по другую сторону лога Сурки. До 1924 года село входило в состав Задонского уезда Воронежской губернии.
Имеются среднеобразовательная школа и восстанавливаемая с 2007 года церковь во имя Архистратига Михаила (каменная постройка 1882 года).
До середины XX века рядом с селом сохранялись «горна»-так называли местные жители место, где располагались мастерские по изготовлению кирпича и печи для последующего обжига. Вероятно были созданы при строительстве храма.
В социалистические годы в селе работал филиал совхоза, управленческий центр которого располагался в соседнем селе Воробьёвка. Совхоз занимался земледелием и скотоводчеством. На полях выращивались такие культура как пшеница, рожь, ячмень, горох, кукуруза, подсолнечник, гречиха и кормовые сорта свеклы. Животноводческой базой являлось выращивание крупного рогатого скота. Существовали летние варки для двух стад коров общей численностью около 300 голов, и зимние строения для их содержания. В зиму активно заготавливался силос, и остатки «силосных ям» теперь можно видеть на территории бывшей фермы. Большинство местных женщин работали доярками на молокоферме, либо работали в полях. Имелась собственная конюшня — деревянное строение, исчезнувшее в 80-х годах прошлого столетия. До 60-х годов имелось также стадо гусей. На данный момент в селе не ведётся никакой животноводческой деятельности на уровне государства. Здания фермы пришли в негодность, летние варки для скота представляют собой заросшее бурьяном место.
Жители села также всегда занимались скотоводством. Практически в каждом дворе была корова, пара свиней, куры. Реже содержались индейки, гуси, казарки, козы. На данный момент среди местных жителей коров содержат единицы и также небольшое число жителей выращивает коз. Содержанием пернатых также занимаются далеко не все.
Культурным центром села на данный момент являются здание местной администрации, где сохранены клуб и библиотека, а также храм, активно восстанавливающийся и являющийся местом возрастающего паломничества.

## Население
| 1859 | 1897  | 2009 | 2010 |
| ---- | ----- | ---- | ---- |
| 702  | ↗1486 | ↘324 | ↘318 |